# Cornelia Adele Strong Fassett
Cornelia Adele Strong Fassett, née Cornelia Adele Strong le 9 novembre 1831 à Owasco dans l'État de New York et morte le 4 janvier 1898 à Washington, est une peintre américaine. Elle peint des portraits de personnalités politiques. Son œuvre la plus célèbre est sa peinture de la Commission électorale de 1877. 

## Biographie
Cornelia Adele Strong naît le 9 novembre 1831 à Owasco dans l'État de New York.
Elle est la troisième des six enfants du capitaine Walker Strong et de Sarah Devoe Strong. Elle épouse l'artiste et photographe Samuel Montague Fassett en 1851.
Elle étudie à New York avec l'artiste écossais J.B. Wandesforde, qui lui apprend à peindre des miniatures. Cornelia Fassett passe trois ans à Paris et à Rome sous la direction de Giuseppe Castiglione, Henri Fantin La Tour et Lambert Joseph Matthew. Après un début de carrière à Chicago, Fassett et son mari déménagent à Washington, D.C., en 1875, où elle peint avec succès des portraits documentaires de personnalités importantes du gouvernement et où il est photographe de l'architecte responsable du Trésor. Un an après leur déménagement, son portrait de groupe de 1876 des juges de la Cour suprême est exposé à l'Exposition du centenaire de Philadelphie.
Elle meurt le 4 janvier 1898 à Washington.
Après sa mort, le Washington Post décrit Cornelia Fassett comme « l'une des artistes et portraitistes les plus connues aux États-Unis ».

## The Florida Case Before the Electoral Commission

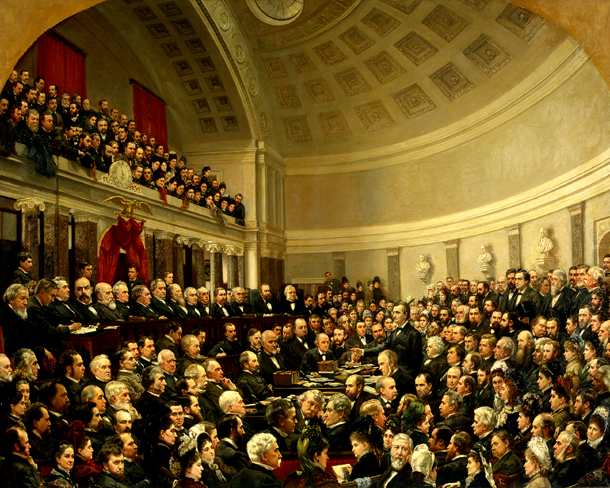
The Florida Case Before the Electoral Commission

The Florida Case Before the Electoral Commission est un tableau historique massif créé par Fassett entre 1877 et 1878. Il représente une réunion de la Commission électorale en relation avec l'élection présidentielle américaine contestée de 1876.
Fassett n'a pas été chargée de produire le tableau de la réunion de 1877 de la Commission électorale, mais elle l'a créé indépendamment. Elle a pu installer un atelier temporaire dans la Chambre de la Cour suprême du Capitole américain, pendant les étés 1877 et 1878, pendant que la Cour n'était pas en session.
L'œuvre terminée, en peinture à l'huile sur toile, mesurait 75 pouces de largeur et 60 pouces de hauteur. Elle a été signée "C. Adele Fassett / 1879". Le tableau représente 256 personnes, dont 60 femmes dont certaines sont épouses et filles, d'autres sont des professionnelles (dont 17 journalistes dans la galerie). Fassett comprend également elle-même, ainsi qu'une autre artiste féminine, Imogene Robinson Morrell et l'écrivaine Mary Clemmer Ames.
Presque toutes les personnes impliquées dans la crise politique figuraient dans le tableau. D'autres personnalités importantes de la ville ont également été incluses, par exemple James G. Blaine, qui avait perdu inopinément l'investiture républicaine au profit de Hayes. Le banquier et collectionneur d'œuvres d'art William Wilson Corcoranis est représenté dans la rangée juste sous les commissaires. Toutes les personnes représentées n'ont pas assisté aux audiences et Fassett a basé certains des personnages sur des portraits photographiques de Mathew Brady.
La peinture de Fassett est comparable à celle de Samuel F.B. Morse, The Old House of Representatives, achevée en 1822. Le travail de Morse montre la Chambre de la Chambre du même point de vue, bien qu'elle compte presque trois fois moins de personnes. Tandis que Fassett doit entasser ses personnages dans des rangées en retrait, Morse a été capable de composer son peuple en groupes. Fassett aurait connu la peinture de Morse, car elle avait été exposée publiquement à la Corcoran Gallery of Art à Washington, D.C..
Le tableau de Fassett a suscité de nombreuses critiques de la part des journaux et de la Pennsylvania Academy of the Fine Arts, et le Congrès a finalement accepté d'acheter le tableau sept ans après son achèvement. Ils ont payé 7 500 $ (beaucoup moins que ce qui leur avait été demandé). Le tableau fait toujours partie de la collection de peintures de la Cour suprême des États-Unis. 

## Portrait of Martha J. Lamb (1878)
Décrite comme « l'un de ses plus beaux portraits ». Fassett a utilisé la bibliothèque de Martha J. Lamb pour mettre en valeur la figure littéraire, l'asseyant parmi des piles de livres et de meubles Renaissance. En 1886, un écrivain de la New York Column, "Gossip of Noted Ladies" mentionne que "l'un des traits marquants de l'étude est une belle peinture de Mme Fassett de Washington représentant son intérieur et Mme Lamb assise dans un grand fauteuil pourpre qui met en relief son beau visage et sa belle figure". À l'origine, le tableau a été exposé à la National Academy of Design en 1878, mais il a ensuite été transféré à la New York Historical Society, où il est encore exposé aujourd'hui.

## Autres œuvres notables
- Portrait au pastel d'Abraham Lincoln (1860), later claimed to be the first portrait Lincoln ever sat for[3]. Maintenant dans la collection de Chicago Public Library[4].
- Portrait d'Ulysses S. Grant - exposé à l'Exposition universelle de 1893[3].
- Portrait de Martha J. Lamb (1878), décrit comme « un de ses plus beaux portraits »[3].
- Portrait du juge en chef Morrison R. Waite - maintenant dans la collection de peintures de la Cour suprême[5].